# Crib y Ddysgl
Crib y Ddysgl är en ås i Storbritannien.   Den ligger i kommunen Gwynedd och riksdelen Wales, i den södra delen av landet, 300 km nordväst om huvudstaden London.